# Осия, Владимир Отарович
Владимир Отарович Осия (род. 11 ноября 1984, Сухуми, Абхазская АССР) — заслуженный тренер России, тренер молодёжной сборной России по ММА, мастер спорта по боевому самбо. Основатель и главный тренер клуба GOLDEN TEAM, судья международной категории по ММА.

## Биография
Владимир Осия родился 11 ноября 1984 года в Грузинской ССР, в городе Сухуме. Во время Грузино-Абхазкой войны переехал в Москву.
Владимир Осия выступал и становился неоднократным чемпионом и призёром соревнований по дзюдо и самбо в Москве и области, Центральном федеральном округе. В качестве судьи побывал на 7 чемпионатах России, на 3 чемпионатах мира и более 100 соревнованиях различного уровня.
Жена — Дарья Осия.

## Тренерская карьера
Под руководством Владимира Осия тренируются такие спортсмены, как:
- Анатолий Малыхин — Чемпион мира по ММА 2017 и бронзовый призёр чемпионата России по вольной борьбе 2013 года в категории до 120 кг;[7]
- Армен Гулян — чемпион России по Джиу Джитсу[8];
- Али Абдулхаликов — Чемпион Мира по Ушу-Саньда[9];
- Магомед Исмаилов — Чемпион мира по боевому самбо[10];

В 2012 году был назначен главным тренером сборной Московской области по смешанному единоборству (версия ММА).
В 2014 году был назначен старшим тренером молодёжной сборной России по ММА.
В 2016 году признан лучшим тренер года по версии союза ММА.
В 2017 году под руководством Владимира Осия стал чемпионом мира по ММА тяжеловес Анатолий Малыхин.
В 2019 году получил звание Заслуженный тренер России.
В 2019 году под руководством Владимира Осия сборная России выиграла чемпионат мира по ММА.